# آیاس عثمان
آیاس عثمان (عربی: أياز عثمان؛ زادهٔ ۲۱ اکتبر ۱۹۹۴) بازیکن فوتبال اهل سوریه است.
از باشگاه‌هایی که در آن بازی کرده‌است می‌توان به باشگاه فوتبال یان رگنسبورگ، باشگاه فوتبال دینامو درسدن، و باشگاه فوتبال اسنابروک اشاره کرد.
وی همچنین در تیم ملی فوتبال سوریه بازی کرده‌است.